# Grutas de Rosh Hanikra
Las grutas de Rosh Hanikra (en hebreo: ראש הנקרה) son una formación geológica y un parque nacional en Israel, situada en la costa del mar Mediterráneo, en la Galilea occidental. Se trata de un acantilado blanco que se abre en grutas espectaculares.
Las grutas de Rosh Hanikra poseen túneles cavernosos que fueron formados por la acción del mar sobre la roca caliza suave. Su longitud total es de unos 200 metros. Rosh Hanikra también es el punto de encuentro entre las fronteras de Israel y Líbano; se puede ver el túnel que fue excavado en 1943 para agrandar la línea entre El Cairo y Haifa hasta Beirut. Ellos se ramifican en varias direcciones con algunos segmentos de interconexión. En el pasado, el único acceso posible a ellos era a través del buceo. En la actualidad un teleférico permite al público en general visitarlas. 
Un restaurante funciona al lado del cruce fronterizo, y este tiene unos ventanales con vistas impresionantes. 
Al lado de las grutas además hay un mini-cine donde se explica la historia la zona, y que influencia tuvo en las distintas guerras mundiales y de Israel. 